# هیپلزن
هیپلزن (به آلمانی: Heupelzen) یک شهر در آلمان است که در راینلاند-فالتس واقع شده‌است.

## خصوصیات
هیپلزن ۲۷۶ نفر جمعیت دارد.